# Llista de batlles de Cervelló
Llista de batlles i governants de la vila de Cervelló des de la seva creació.

## Comtes de Barcelona (s. X-992)[1]
Comtes de Barcelona que van controlar el terme de Cervelló fins a la seva venda el 992.
| Nom       | Regnat   | Relació              | Nota                                                                                    |
| --------- | -------- | -------------------- | --------------------------------------------------------------------------------------- |
| Guifré I  | s.IX-897 | -                    | Funda el castell de Cervelló.                                                           |
| Guifré II | 897-911  | Fill de l'anterior.  |                                                                                         |
| Sunyer I  | 911-947  | Germà de l'anterior. |                                                                                         |
| Miró I    | 947-966  | Fill de l'anterior   | Govern conjunt amb Borrell II. Fa les primeres obres conegudes del castell de Cervelló. |
| Borell II | 947-992  | Germà de l'anterior. | Govern conjunt amb Miró I.                                                              |

## Barons de Cervelló (992-1297)[1][2][3]
Barons de Cervelló que van controlar el terme fins a la seva venda el 1297. El segon nom "Alemany" no afecta la numeració.
| Nom                | Regnat         | Relació                    | Nota |
| ------------------ | -------------- | -------------------------- | --- |
| Ennec Bonfill      | 992-?          | -                          | Compra el castell de Cervelló i el seu terme als fills de Borell II.                                         |
| Hug                | ?-1025/27      | Cunyat de l'anterior.      | Fundador del llinatge de Cervelló.                                                                           |
| Alemany            | 1025/27-c.1053 | Fill de l'anterior.        | |
| Guerau Alemany I   | c.1053-c.1079  | Fill de l'anterior.        | |
| Guerau Alemany II  | c.1079-c.1097  | Fill de l'anterior.        | |
| Guerau Alemany III | c.1097-1131    | Fill de l'anterior.        | |
| Guerau Alemany IV  | 1131-c.1167    | Fill de l'anterior.        | |
| Guerau Alemany V   | c.1167-c.1193  | Fill de l'anterior.        | |
| Guillem I          | c.1193-1227    | Fill de l'anterior.        | El rei Jaume I assetja el castell de Cervelló per combatir la revolta nobiliaria a la Guillem I es va sumar. |
| Guerau VI          | 1227-1229      | Fill de l'anterior.        | Mor jove a la conquesta de Mallorca. Deixa la baronia a la seva unica filla.                                 |
| Felipa             | 1229-c.1235    | Filla de l'anterior.       | Mor sense fills, la baronia pasa a mans del seu oncle segon.                                                 |
| Guillem II         | c.1235-c.1270  | Oncle segon de l'anterior. | |
| Guerau VII         | c.1270-1297    | Fill de l'anterior.        | Ven en castell de Cervelló i el seu terme al rei Jaume II.                                                   |

## Batlles (1297-1812)[3][4]
Període en què els propietaris del comú de Cervelló delegaven la seva gestió a batlles.
| Nom                      | Mandat          | Nota                                                       |
| ------------------------ | --------------- | ---------------------------------------------------------- |
| Galceran de Vilafranca   | 1297-1309       | Nomenat batlle per Jaume II.                               |
| Desconeguts              | 1309-1336       | No coneixem els batlles d'aquest periode.                  |
| Ramon d'Espluga          | 1336-?          |                                                            |
| Ponç de Palau            | c.1350          |                                                            |
| Bernat de Palau          | 1374-1384       |                                                            |
| Desconeguts              | 1384-1604       | No coneixem els batlles d'aquest periode.                  |
| Benet Romagosa           | 1604-?          |                                                            |
| Joan Bassons             | 1614-?          |                                                            |
| Pere Bassons             | 1624-?          | Primer mandat.                                             |
| Pere Bassons             | 1631-1632       | Segon mandat                                               |
| Desconegut               | 1632-1634       |                                                            |
| Pere Bassons             | 1634-1636 -1638 | Tercer i quart mandat. Propietari de Can Bassons del Molí. |
| Desconegut               | 1638-1643       |                                                            |
| Pere Bassons             | 1643-?          | Cince mandat.                                              |
| Jaume Bassons            | 1644-?          |                                                            |
| Esteve Pi                | 1645-?          | Primer mandat.                                             |
| Esteve Pi                | 1648-?          | Segon mandat.                                              |
| Esteve Pi                | 1649-?          | Tercer mandat.                                             |
| Esteve Pi                | 1651-?          | Quart mandat.                                              |
| Desconegut(s)            | ?-1669          | No coneixem el(s) batlle(s) d'aquest periode               |
| Jaume Riera              | 1669-?          |                                                            |
| Desconeguts              | ?-1735          | No coneixem els batlles d'aquest periode.                  |
| Josep Bassons            | 1735-?          |                                                            |
| Josep Guitart            | 1761-?          |                                                            |
| Llorenç Pi               | 1795-?          |                                                            |
| Jaume Bassons Campderrós | 1808-1809       | Primer mandat. Propietari de Can Bassons del Molí.         |
| Desconegut(s)            | 1809-1815       | No coneixem el(s) batlle(s) d'aquest periode               |

## Alcaldes (1812-1979)[4]
A partir de la Constitució de Cadis, el consell municipal de Cervelló passa a ser l'Ajuntament de Cervelló, i els batlles passen a anomenar-se oficialment alcaldes.
| Nom                          | Mandat          | Nota                                                                                                |
| ---------------------------- | --------------- | --------------------------------------------------------------------------------------------------- |
| Pau Campderrós               | 1815-1818       | Posible mandat conjunt amb Jaume Bassons. Primer mandat                                             |
| Jaume Bassons Campderrós     | 1815-1819       | Segon mandat.                                                                                       |
| Joaquim Pujol                | 1819-?          | Primer mandat.                                                                                      |
| Pau Campderrós               | 1820-?          | Segon mandat.                                                                                       |
| Llorenç Pi                   | 1821-?          | |
| Joan Tres                    | 1822-1823       | |
| Joaquim Pujol                | 1824-?          | Segon mandat.                                                                                       |
| Pau Campderrós.              | 1825-?          | Tercer mandat.                                                                                      |
| Jaume Bassons Campderrós     | 1829-?          | Tercer mandat.                                                                                      |
| Josep Riera                  | 1830-?          | Primer mandat.                                                                                      |
| Pau Campderrós               | 1831-?          | Quart mandat                                                                                        |
| Jaume Bassons Campderrós     | 1832-?          | Quart mandat                                                                                        |
| Jaume Riera                  | 1833-?          | Primer mandat.                                                                                      |
| Pau Campderrós               | 1834-?          | Cinqué mandat.                                                                                      |
| Jaume Casanellas             | 1835-?          | |
| Pau Campderrós               | 1839-?          | Sisé mandat.                                                                                        |
| Josep Riera                  | 1841-?          | Segon mandat.                                                                                       |
| Jaume Bassons Campderrós     | 1841-?          | Cinqué mandat.                                                                                      |
| Jaume Bassons Campderrós     | 1842-?          | Sisé mandat.                                                                                        |
| Pau Campderrós               | 1843-?          | Seté mandat.                                                                                        |
| Mariano Moleras              | 1844-1845       | |
| Josep Riera                  | 1846-?          | Segon mandat.                                                                                       |
| Jaume Bassons Campderrós     | 1847-1850       | Seté mandat.                                                                                        |
| Miquel Romagosa i Riera      | 1852-1854 -1856 | Primer i segon mandat.                                                                              |
| Desconegut(s)                | 1856-1862       | No coneixem el(s) batlle(s) d'aquest periode                                                        |
| Miquel Romagosa i Riera      | 1862-?          | Tercer mandat.                                                                                      |
| Mateu Julià Oller            | 1865-?          | Primer mandat.                                                                                      |
| Josep Armengol Julivert      | 1869-?          | Propietari de ca l'Armegol.                                                                         |
| Joaquim Mensa i Prats        | 1874-1875       | Nombrat pel Governador Civil de Barcelona despres del Pronunciament de Sagunt. Primer mandat.       |
| Mateu Julià Oller            | 1876-1877       | Segon mandat.                                                                                       |
| Climent Guitart González     | 1878-?          | Primer mandat. Propietari de can Guitart.                                                           |
| Josep Llopart                | 1881-1882       | Primer mandat.                                                                                      |
| Josep Tarradellas            | 1883-1884       | Propietari de cal Tona (Cal Tarradellas). Familiar del futur president Josep Taradellas i Joan.     |
| Climent Guitart González     | 1885-1886       | Segon mandat. Propietari de can Guitart.                                                            |
| Josep Joan                   | 1887-1890       | Primer mandat.                                                                                      |
| Desconegut                   | 1890-1892       | |
| Josep Font                   | 1892-1894       | Primer mandat. Propietari de Can Castany.                                                           |
| Joan Vilanova                | 1894            | Dimiteix el mateix any.                                                                             |
| Josep Llopart                | 1894-1895       | Segon mandat. Propietari de Can Mascaró.                                                            |
| Joaquim Mensa i Prats        | 1895-1898       | Segon mandat.                                                                                       |
| Domingo Casanellas           | 1898            | Alcalde interí.                                                                                     |
| Josep Font                   | 1898-1899       | Segon mandat. Propietari de Can Castany.                                                            |
| Joaquim Mensa i Prats        | 1899-1901       | Tercer mandat. Mor en el carrec.                                                                    |
| Desconegut(s)                | 1901-1904       | No coneixem el(s) batlle(s) d'aquest periode                                                        |
| Venanci Mestres              | 1904-1909       | |
| Josep Torres Martí           | 1911-?          | Propietari de cal Torres.                                                                           |
| Josep Riba Joan              | 1912-1914       | Segon mandat. Propietari de cal Xandri.                                                             |
| Joan Tutusaus                | 1914-1918       | |
| Josep Riba Joan              | 1918-1922       | Tercer mandat. Propietari de cal Xandri                                                             |
| Josep Casanellas Campderrós  | 1922-1923       | Primer mandat. Propietari de cal Capeta.                                                            |
| Mariano Marco                | 1923-1930       | Mestre de l'escola municipal.                                                                       |
| Josep Casanellas Campderrós. | 1930-1931       | Segon mandat.                                                                                       |
| Josep Maria Muntaner Bassons | 1931-1934       | |
| Isidre Castells Sala         | 1934-?          | Primer mandat.                                                                                      |
| Joan Surià Batlle            | 1935            | Propietari de cal Ferrer.                                                                           |
| Josep Ferrés Camps           | 1935-1936       | |
| Josep Maria Muntaner         | 1936            | Alcalde accidental.                                                                                 |
| Isidre Castells Sala         | 1936-1938       | Segon mandat.                                                                                       |
| Francesc Ros Vendrell        | 1938-1939       | Propietari de ca n'Esteve.                                                                          |
| Jaume Armengol Llopart       | 1939-1940       | Nombrat despres de la victoria franquista a la Guerra Civil Espanyola. Propietari de ca l'Armengol. |
| Josep Estrada Vallbona       | 1940-1954       | |
| Leonci Canals Torres         | 1954-1967       | |
| Josep Jané Pagès             | 1967-1979       | Primer mandat.                                                                                      |

## Alcaldes democràtics (1979-Present)
Els alcaldes de Cervelló que han sigut escollits democràticament despres de la constitució del 1978.
| Període         | Alcalde o alcaldessa                               | Partit polític  | Data de possessió | Observacions |
| --------------- | -------------------------------------------------- | --------------- | ----------------- | ------------ |
| 1979–1983       | Quimet Soler i Canaleta                            | Logotip de CiU  | 19/04/1979        | --           |
| 1983–1987       | Josep Jané i Pagès                                 | Independent     | 28/05/1983        | --           |
| 1987–1991       | Josep Lluís Morant i López                         | Logotip de CiU  | 30/06/1987        | --           |
| 1991–1995       | Josep Lluís Morant i López                         | Logotip de CiU  | 15/06/1991        | --           |
| 1995–1999       | Josep Lluís Morant i López                         | Logotip de CiU  | 17/06/1995        | --           |
| 1999–2003       | Angelino Maestro Martínez                          | Logotip del PSC | 03/07/1999        | --           |
| 2003–2007       | Angelino Maestro Martínez                          | Logotip del PSC | 14/06/2003        | --           |
| 2007–2011       | Angelino Maestro Martínez                          | Logotip del PSC | 16/06/2007        | --           |
| 2011–2015       | Jesús Arévalo i Bravo                              | Logotip de CiU  | 11/06/2011        | --           |
| 2015–2019       | José Ignacio Aparicio Ciria                        | Logotip del PSC | 13/06/2015        | --           |
| 2019-2023       | José Ignacio Aparicio Ciria                        | Logotip del PSC | 15/06/2019        | --           |
| Des de 2023     | José Ignacio Aparicio Ciria / Montse Canas (2024-) | Logotip del PSC | 17/06/2023        | --           |
| Fonts: Municat. |                                                    |                 |                   |              |